# Francesco II de Tassis
Francesco II de Tassis (Mechelen, 1514 – Bruxelles, 22 o 31 dicembre 1543) fu dalla morte del padre, Giovanni Battista, Maestro di Posta per conto dell'Imperatore Carlo V dal 5 agosto 1536.

## Biografia
Francesco II iniziò la propria carriera come Maestro di Posta a Bobenheim presso Worms, a Diedelsheim ed a Rheinhausen, e sino al 1543 fu Maestro di Posta anche ad Augusta ed a Roßhaupten (Rochapt) presso Scheppach con il parente Serafino I de Tassis. Alla morte di questi, divenne l'unico Maestro di Posta imperiale, con diritto di trasmettere tale carica ai propri eredi se non diversamente prescritto dall'Imperatore.
Il 9 febbraio 1542 con il fratello Raimondo, Signore della Valsassina e con il nipote Simone, fondò una sede postale imperiale a Milano.
Francesco II morì tra il 22 ed il 31 dicembre 1541 e venne sepolto nella Chiesa di Notre-Dame du Sablon di Bruxelles.
Il 31 dicembre 1543, l'Imperatore Carlo V nominò quale suo successore il fratello Leonardo, dal momento che Francesco II era morto senza eredi.